# Montmelard
Montmelard – miejscowość i gmina we Francji, w regionie Burgundia-Franche-Comté, w departamencie Saona i Loara.
Według danych na z 1990 r. gminę zamieszkiwało 320 osób, a gęstość zaludnienia wynosiła 14 osób/km² (wśród 2044 gmin Burgundii Montmelard plasuje się na 596. miejscu pod względem liczby ludności, natomiast pod względem powierzchni na miejscu 347.).